# 얀 바르텔레미
얀 바르텔레미 바렐라(스페인어: Yan Bartelemí Varela, 1980년 3월 5일~)는 쿠바의 권투 선수로 2004년 하계 올림픽 라이트플라이급에서 금메달을 획득했다. 또한 세계 선수권 대회에서 우승 1회, 복싱 월드컵에서 우승 3회를 달성했다. 2006년에 대표팀 동료 선수들과 미국으로 망명했으며, 2007년부터 2011년까지 프로 권투 선수로 활동했다.